# Paepalanthus chimantensis
Paepalanthus chimantensis là một loài thực vật có hoa trong họ Eriocaulaceae. Loài này được Hensold mô tả khoa học đầu tiên năm 1991.